# Centro Botín
El Centro Botín es un centro de arte ubicado en la ciudad de Santander (Cantabria, España) dependiente de la Fundación Botín. Está situado en una zona estratégica frente a la bahía de Santander y próximo al casco antiguo que conserva la ciudad. Su objetivo es estimular el desarrollo económico, social y cultural de la sociedad.
El edificio fue diseñado por los arquitectos Renzo Piano y Luis Vidal, comenzando el proyecto en el año 2012 y siendo finalmente inaugurado el 23 de junio de 2017.

## La Fundación Botín

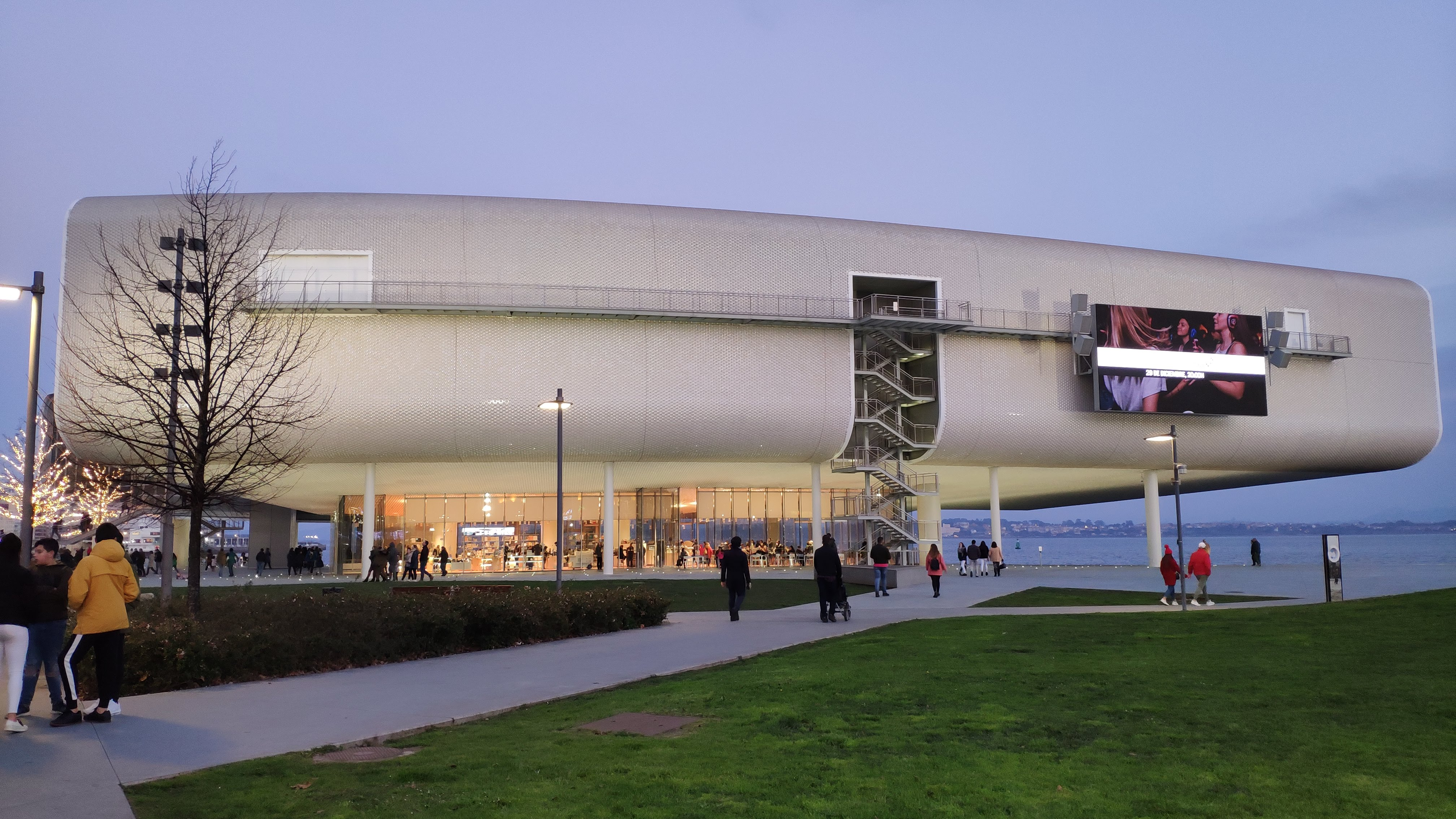
El centro de arte fue diseñado por el arquitecto y premio Pritzker Renzo Piano.

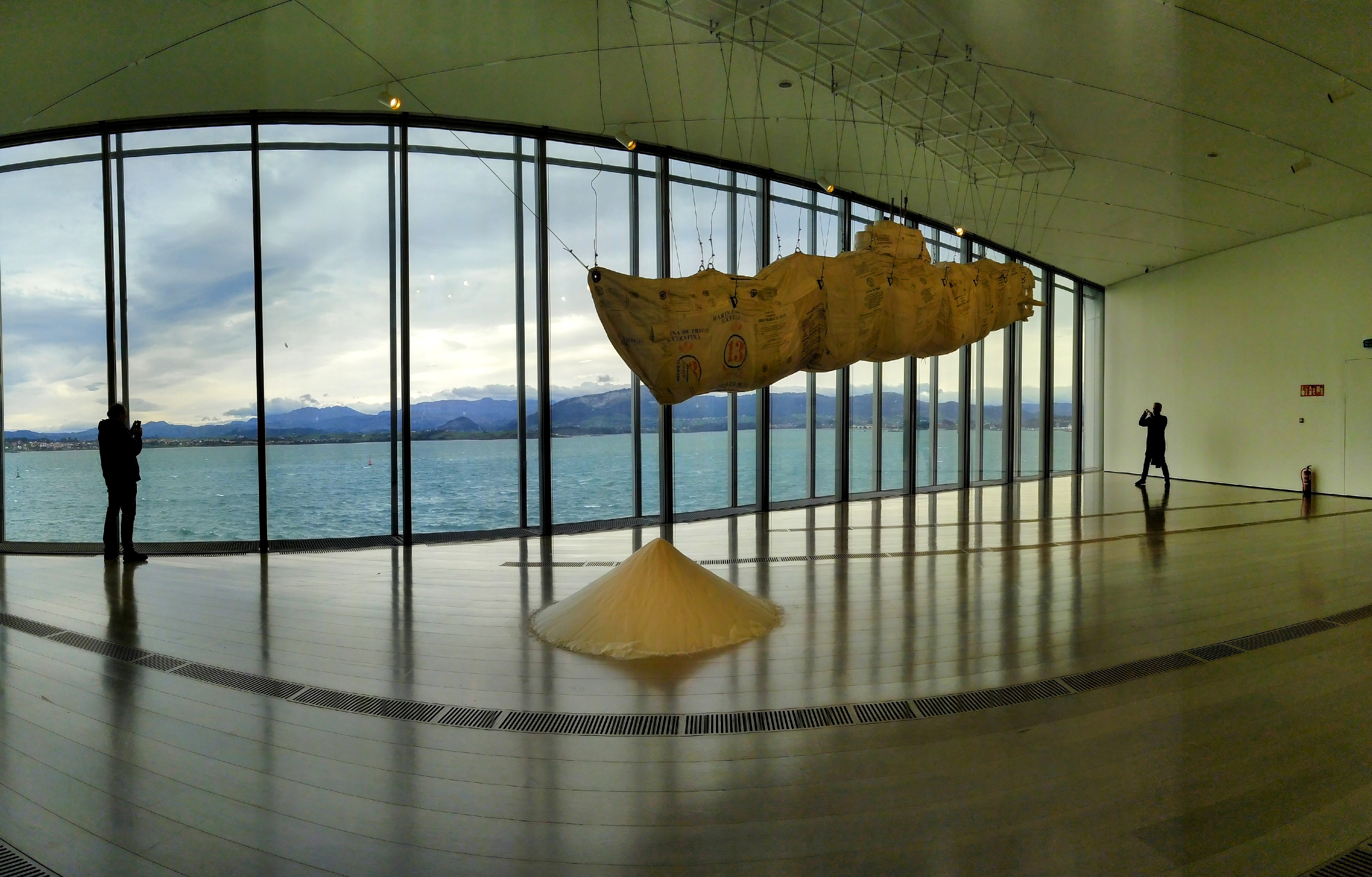
Hollow/Stuffed: Market Law (2012), obra del artista mexicano Damián Ortega, en una exposición temporal del Centro Botín.

El proyecto fue promovido por la Fundación Botín, una fundación patrimonial privada creada en 1964 por Marcelino Botín Sanz de Sautuola y su mujer, María del Carmen Yllera Camino.
El objetivo de la fundación es contribuir al desarrollo integral de la sociedad, explorando nuevas formas de detectar el talento creativo y apostando por él para generar riqueza cultural, social y económica.
El Centro Botín imparte un programa relacionado con las bellas artes que la Fundación viene desarrollando desde hace décadas. Al mismo tiempo es un lugar pionero para investigar las relaciones entre las artes, las emociones y la creatividad y un punto de encuentro internacional para académicos y especialistas en este campo. 
Asimismo, la Fundación aplica en el centro un programa educativo innovador creado en colaboración con la Universidad de Yale, en el que se imparte talleres, seminarios, cursos y actividades formativas para niños, jóvenes y adultos, a través de los cuales persigue que la población desarrolle su creatividad.
A través de estas actividades culturales y sobre el conocimiento, la Fundación Botín busca enriquecer la vida cultura de Santander y Cantabria y posicionar a la ciudad en los circuitos internacionales del arte y del turismo cultural.
Según el que fuera presidente de la Fundación Botín, Emilio Botín, la instalación tuvo un coste de 77 millones de euros. Otras fuentes elevan este a los 100 millones de euros. En 2013 la Fundación había comprometido un presupuesto anual de 12,5 millones de euros para el mantenimiento y el desarrollo de actividades en el Centro.

## Arquitectura
El edificio, compuesto por dos volúmenes de diferentes tamaños apoyados sobre columnas y suspendidos parcialmente sobre el mar, fue obra del arquitecto italiano Renzo Piano, galardonado con el premio Pritzker en 1998.
Se encuentra organizado en dos volúmenes unidos por una estructura de espacios y pasarelas a modo de distribuidor principal. El volumen oeste está dedicado al arte, con dos salas de exposiciones de 2.500 m² en total; en sus bajos acristalados se instaló una zona comercial y de restauración. El volumen este, de menor tamaño, se destina a actividades educativas, con una gran terraza con vistas a la bahía de Santander y una plaza cubierta en la planta baja de 950 m².

La Grúa de Piedra y el Centro Botín, en los muelles de Albareda de la ciudad de Santander.

Con el objetivo de devolver a la ciudad la zona que ocupa el muelle en la planta baja, se proyectaron una serie de pasarelas en los niveles superiores. En el primer nivel se coloca a una altura de 7 m y luego se eleva en voladizo sobre el mar, conectando el vacío de la intersección de los dos edificios y acercando a los visitantes a la vista de la bahía. A nivel urbano, este es uno de los espacios más característicos del Centro, un lugar donde los flujos de acceso de ambos edificios se organizan a través de conexiones que establecen la escalera principal, escaleras secundarias y ascensores, junto con las pasarelas que sobrevuelan la bahía. Es un espacio al aire libre con carácter público, marcando un lugar de encuentro.
En los dos cuerpos que componen el edificio resaltan la luz y la ligereza, dos de los aspectos esenciales en su concepción. La luz del sol y el brillo del agua se reflejan en su fachada cerámica mediante 280.000 piezas discoidales que se van adaptando a la geometría del edificio. La construcción se sustenta sobre pilares y columnas, conformando un voladizo sobre la bahía de Santander y los antiguos muelles de Albareda y Maura, respetando además la altura de las copas de los árboles de los Jardines de Pereda.

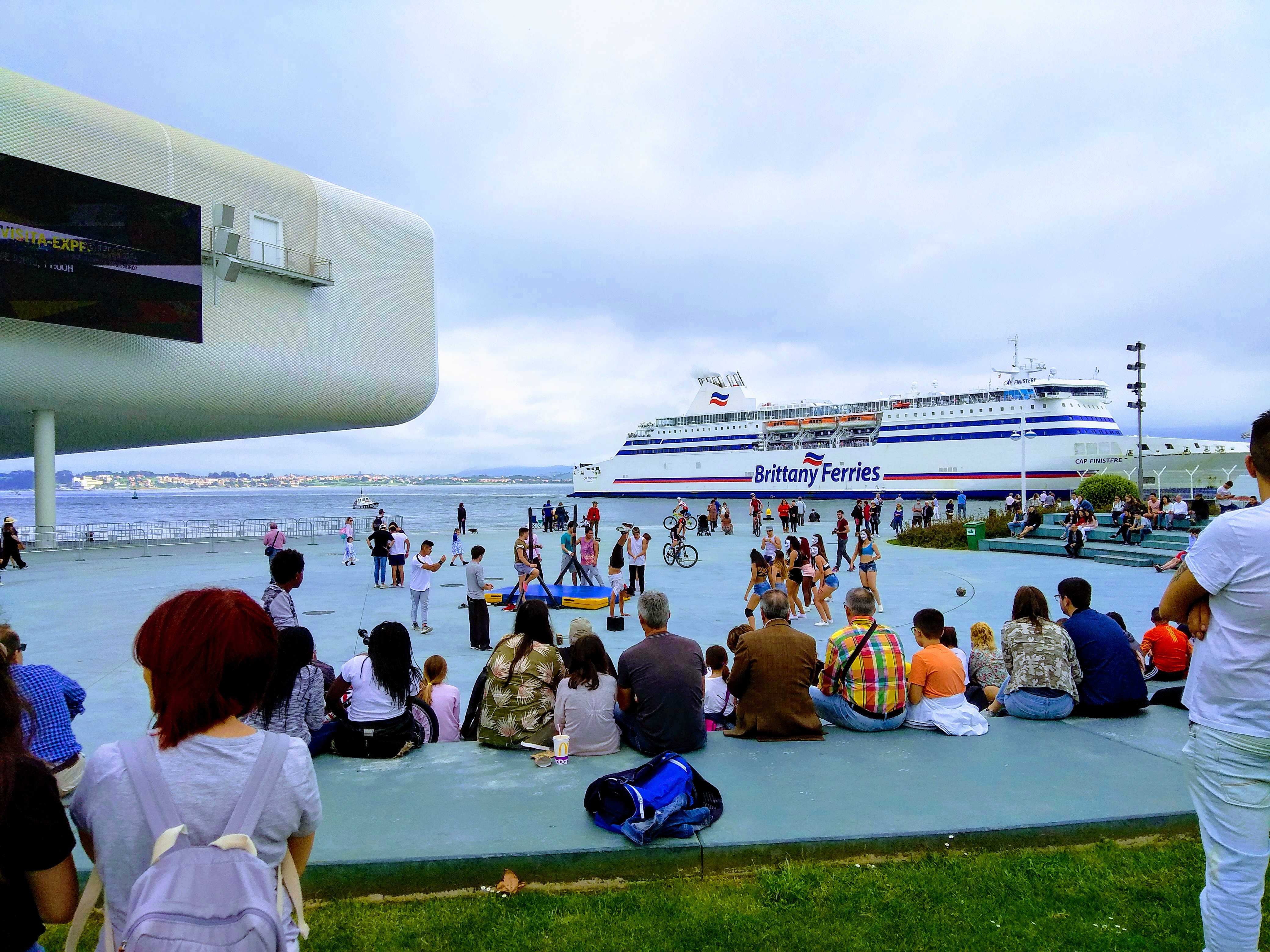
El anfiteatro es utilizado para actividades culturales y formativas que desarrolla el centro. La gran pantalla situada en la fachada del edificio proyecta ciclos de cine al aire libre.

El proyecto arquitectónico buscaba establecer la conexión entre el entorno marino y la ciudad, eliminando límites viales mediante construcciones subterráneas y superficiales, en sintonía con iniciativas similares como el Science Center Nemo de Ámsterdam (un proyecto también del estudio de Renzo Piano). Los duros límites que marcaban una de las principales avenidas de las ciudad se eliminaron al soterrarse bajo tierra, a la vez que se proyecta el edificio hacia la bahía, consiguiendo una destacable integración armónica de la geometría del edificio con el paisaje.
El enfoque de Renzo valora los espacios públicos circundantes tanto como la estructura misma. Las plazas al norte y oeste se convierten en áreas destacadas para la relajación y disfrute, ofreciendo jardines y vistas a la bahía. El anfiteatro en la plaza occidental, con una pantalla en la fachada para funciones al aire libre, destaca como un espacio cultural al aire libre, permitiendo la observación de las actividades internas del Centro Botín desde este escenario.

## Integración con los jardines de Pereda

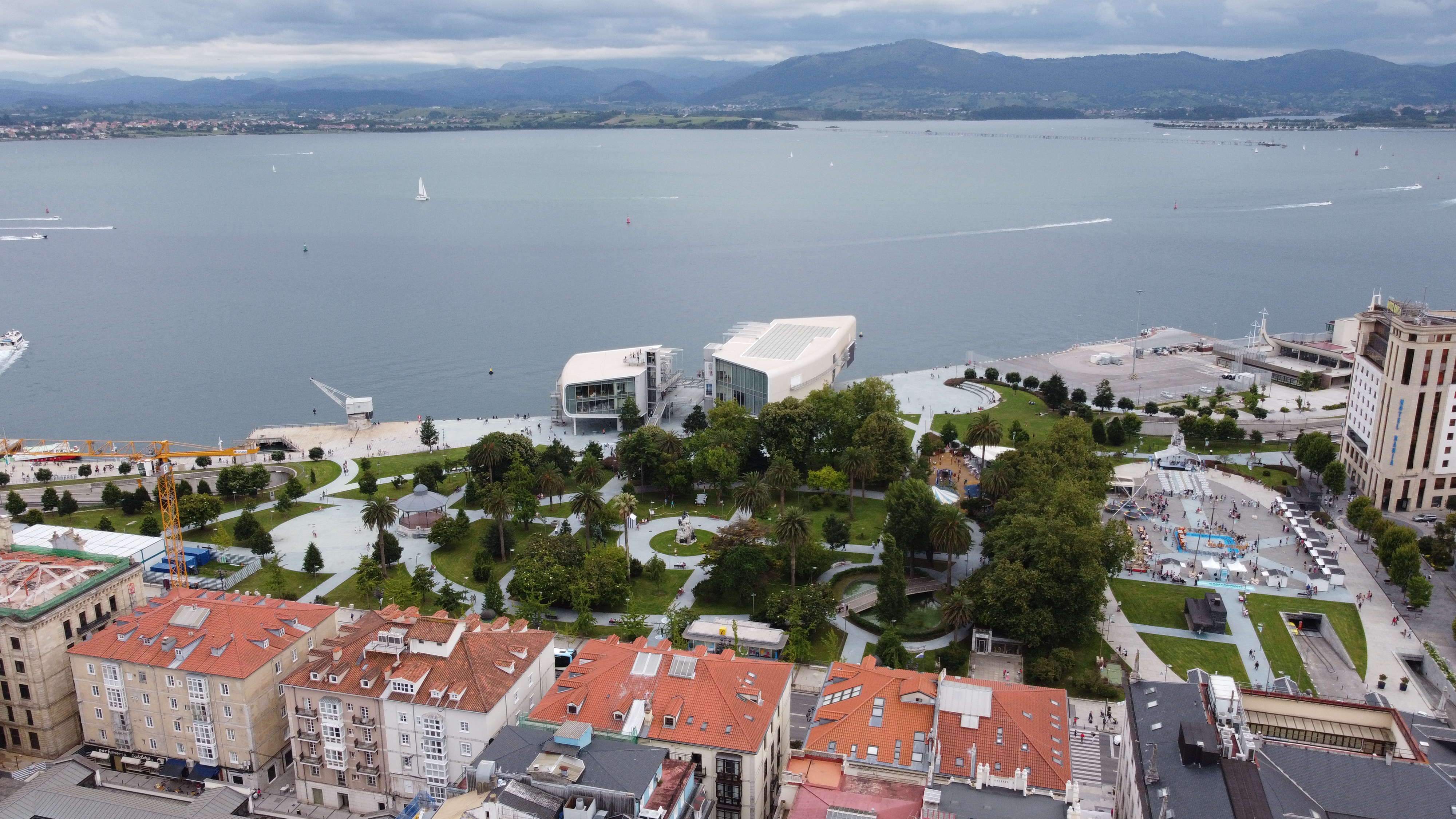
Vista aérea de los Jardines de Pereda con el Centro Botín.

Tan importantes como el edificio en sí son los espacios públicos que se han creado alrededor, gracias al soterramiento de la mencionada avenida, y la integración de estos con los históricos Jardines de Pereda, que triplicaron su tamaño.
El edificio, con vistas a la bahía de Santander, se ubica en los Jardines de Pereda, un gran parque público de aproximadamente 48 000 m2 que se extiende hace los antiguos muelles de la ciudad. Para eliminar el tráfico anexo al centro se construyó un túnel que soterra uno de los principales viales. Las obras incluyeron la renovación de los Jardines de Pereda, cuya superficie pasó a tener de dos a cuatro hectáreas.
En el centro de arte la planta baja es transparente y el edificio parece flotar sobre las aguas de la bahía, lo que permite a los visitantes del parque ver la lámina de agua. Esta sensación se intensifica al edificio sobresalir parcialmente hacia el agua.
El parque se reinauguró al público en el verano de 2014, mientras que la apertura del centro se realizó el 23 de junio de 2017, con tres años de retraso.
Los terrenos donde se ubica el centro pertenecen a la Autoridad Portuaria de Santander, a la cual la Fundación Botín paga una concesión anual.